# Zari
 (грч.  — „коцка”) је песма грчке певачице Марине Сати. Марина је описује као песму која има за циљ да исприча "стварне карактеристике" младих Грка и њихове културе.
Zari су написали Ђино Бори, Џеј Луит Столар, Џордан Ричард Палмер, Константин Пламенов Бешков, Манолис Солидакис, Марина Сатти, Ник Кодонас, Оге и Влоспа.  У изјавама датим грчким медијима, Марина је навела жељу да разбије стереотипе о грчкој култури. Песма је објављена 7. марта 2024. у издању Golden Records.
Упоредо са објављивањем песме, истог дана је објављен и музички спот. Снимљен је у разним знаменитостима широм Грчке, укључујући Акропољ, Плаку, Монастираки, Одеон Херодес Атикус, Омоноју, планину Ликабет, Рафину и Међународни аеродром у Атини. 
Грчки емитер за Песму Евровизије објавио је да су интерно одабрали Марину Сати да представља њихову земљу.
Такмичење за Песму Евровизије 2024. одржаће се у Малме Арени у Малмеу у Шведској и састојаће се од два полуфинала која ће се одржати 7. и 9. маја и финала 11. маја 2024. године. Грчка је извучена да се такмичи у другом полуфиналу.